# FNNニュース
『FNNニュース』（エフエヌエヌニュース）は、キー局のフジテレビをはじめFNN加盟各局で放送している日本のニュース番組であり、またその総称である。あるいは、FNN各局の取材したニュースがインターネット等他の媒体で提供される場合にもこの名称が用いられている（NNNニュース・JNNニュース・ANNニュース等と同様）。

## 概要
1966年10月3日のFNN発足以来、フジテレビ系列の全国ネットのニュース番組として、番組名がついていない放送枠で放送されてきた。2016年4月3日からは「産経テレニュースFNN」の後番組として日曜朝に放送中。
なお、年末年始や特別編成等で通常編成の報道番組が休止する時は、代替編成扱いで当番組を放送する。
2011年10月31日よりフジテレビの全ての報道・情報番組がステレオ放送に切り替わった。
2018年4月2日よりFNNの報道番組は、『プライムニュース』ブランドに統一され、FNNの新しいロゴが登場し、2021年12月25日深夜の年末年始版より7代目オープニングと共に使用が開始され、日曜版でも2022年1月9日より上述のロゴを使用している。

## 現存
日曜朝
2016年4月3日より『産経テレニュースFNN』を改題する形で放送開始。
2018年4月、FNNの報道番組は「プライムニュース」にブランド統一されたが、日曜朝については統合されていない。また、2019年4月、「プライムニュース」に代わり、「Live News」にブランド名を変更されたが、日曜朝については、統合されずに継続している。ただし、スタジオセットは「Live News」のものを使用している。
放送時間
- 日曜日 6:00 - 6:15（JST）

キャスター
| 期間      | 期間       | 担当者     | 備考                                               |
| --------- | ---------- | ---------- | -------------------------------------------------- |
| 2016.4.3  | 2016.12.25 | 山中章子   | 『新報道2001』を担当するため一時降板。             |
| 2017.1.8  | 2017.3.26  | 藤村さおり |                                                    |
| 2017.4.2  | 2017.10.1  | 山中章子   |                                                    |
| 2017.10.8 | 2018.9.16  | 竹内友佳   | 『FNNプライムニュース α』 金曜日の担当のため降板。 |
| 2018.9.23 | 2020.4.5   | 山中章子   | 産休のため降板。                                   |
| 2020.4.12 | 2021.1.31  | 竹内友佳   | 産休のため降板。                                   |
| 2021.2.7  | 現在       | 斉藤舞子   |                                                    |

2021年7月11日以降のキャスターの代理
- 2021年8月1日・2022年1月23日は、青嶋達也が担当。
- 2021年9月19日は、松村未央が担当。
- 2022年1月16日は、宮司愛海が担当[注釈 5]。
- 2025年3月9日・8月3日は、高崎春が担当。

年末年始
毎年12月最終週のおおむね半ばから1月3日までの期間、すべての時間帯で放送される。ただし、12月31日深夜（2017年度までは1月1日朝も）の放送は実施されない。
1980年代はレギュラーのニュース番組のタイトルのままフジテレビアナウンサーのうち若手の1人が出演する形で15 - 30分の短縮版として放送されていたが、1994年4月改編で平日朝の「FNN」冠番組枠が廃止されたこと、フリーアナウンサーの起用が増加したことなどから短縮版としての放送が難しくなったため、同年の年末から別番組として放送されはじめた。ただし、夕方ニュースについては、30分の短縮版として、2人のメインキャスターのうち片方が代役のフジテレビアナウンサーと組む形で、1998年度までは休まず放送された。
もともとフジテレビアナウンサーのみで担当している週末については、キャスターはそのままでタイトルが変わる。年末夕方の放送については『FNNスーパーニュース』（2014年度まで）→『みんなのニュース』（2015年度から2017年度）→『プライムニュース イブニング』（2018年度のみ）→『Live News it!』→『イット!』（2019年度から）のリポーターも担当する。
以下は特記以外2005年以降の情報であり、年によっては以下と異なる場合がある。
朝
- 5分間。

昼
- 10分間。
- 元日は『新春!爆笑ヒットパレード』に内包。本番組の放送時間は以下の通りである。平日と重なる年は『FNN Live News days』のネットスポンサーがスライドで付く。
  - 2011年：9時台
  - 2021年・2024年：13:50 - 14:00[4]
  - 2015年・2016年：8:52 - 9:00
  - 2017年：9:52 - 10:00
  - 2023年：11:50 - 12:00[5]
  - 2025年：13:40 - 14:00[6]
  - 上述以外の年：10時 - 11時台

夕方
- 2010年度まで年末は30分間、元日が10分間、1月2日以降は15分間。2011年末以降は元日を除き15分間（元日は引き続き10分間）。2020年度は12月29日のみ、18:00 - 18:30に30分放送された。
- 2009年末までは、その年に亡くなった著名人・芸能人を振り返るコーナーが放送されていた。2006年までは大晦日に「鎮魂歌○○（○○は西暦年）」として放送されていたが、2007年からは「墓碑銘○○（○○は西暦年）」として、大晦日より前に放送されるようになった[注釈 8]。2009・2013年末は『FNNスーパーニュース』の年末最後の放送で放送された。
- 2000年代半ば以降の平日年末は『FNNスーパーニュース』のナレーターがそのままニュースVTR中のナレーションを担当していたが、現在はフジテレビのアナウンサーが担当している。
- 年始は15・16時台に放送される。
- 2020年12月29日、2021年1月2日・3日の放送ではオープニングにかつて土曜深夜版及び日曜最終版で使用されていた5秒版のものが使用された。
- 平日と重なる日は『イット!』18時台全国ネット枠のネットスポンサーがスライドで付く。

最終版
- 2009年始まではすべて15分間、2009年末以降は10分間。また、2016年度より一時期、年末の平日は25分間放送されていた時期があった。ただし、例外として2009年12月27日は日曜日にもかかわらず（通常は本文にあるように10分放送であるが）15分間放送された。
- 一部地域のみローカルニュースを放送。2007年末以降は関東の天気予報を廃止。
- 大抵の場合、エンディングが本編の長さに関係なくが年末までは10秒、年始以降は15秒になる。
- かつては『ニュース&すぽると!』として放送される土曜日も、年末年始は単独番組として放送された（12月31日付けは休止）。これは『ニュースJAPAN』（1994 - 2014年度）、『プロ野球ニュース[注釈 9]』（1994 - 2000年度）、『すぽると![注釈 10]』（2001 - 2015年度）、『あしたのニュース』（2015年度）、『ユアタイム』（2016年度）、『THE NEWSα』（2017年度）、『FNNプライムニュース α』（2018年度）、『FNN Live News α』（2019年度以降）が概ね12月25日 - 1月4日頃まで（年度により前後あり）放送休止となるため、この間に当番組が放送されるが、2016年度・2017年度の12月29日（28日付）・12月30日（29日付）それぞれ未明に行われた放送分については、ニュースに加え、富士山女子駅伝などに関連した特集を放送する関係でスポーツニュースも含めて放送したため、一部の新聞・EPGでは『FNNニュース&スポーツ』と題された。

## 過去
土曜朝
- 放送時間 7:30 - 7:45
- 2000年4月 - 2003年9月

『土曜一番!花やしき』打ち切り後、『めざましどようび』が立ち上げられるまで、『ポンキッキーズ』→『ポンキッキーズ21』の後に放送された。
キャスター
| 期間 | 期間       | 男性      | 女性      |
| --- | ---------- | --------- | --------- |
| 2000.4.1 | 2000.11.25 | 牧原俊幸1 | 高木広子  |
| 2000.12.2 | 2002.3.30  | 牧原俊幸1 | 佐藤里佳2 |
| 2002.4.6 | 2003.9.27  | 智田裕一3 | 佐藤里佳2 |
| 補足 - キャスター全員、同日の『FNNスピーク』を兼務。 - 1『花やしき』内「FNNニュース・土曜朝一番!」から続投。 - 2 2001年11月から2002年5月までおよび同年10月から、午後のワイドショーを兼務（担当時期は各番組のページを参照）。 - 3 2003年4月から、日曜日の下記の深夜のニュースを兼務。 |            |           |           |

タイトル差し替え
- 北海道文化放送 - UHBニュース
- 石川テレビ - FNN石川テレビ朝刊
- 東海テレビ - FNN東海テレニュース
- 関西テレビ - KTVニュース
- テレビ西日本 - TNCニュース
- テレビ宮崎 - UMKニュース
- 鹿児島テレビ - KTSニュースFNN

夕方
- 放送時間 月曜日 - 土曜日 18:30 - 18:45
- 1966年10月 - 1970年9月

『FNNニュース6:30』に改題され終了。日曜夕方は『FNNニュース』のタイトルで放送されたことはない。
夜のスポットニュース（19時台）
1989年4月から1994年9月にかけて放送。
| 期間                                                                        | 期間      | 月曜日        | 火曜日       | 水曜日        | 木曜日         | 金曜日       | 土曜日         | 日曜日        |
| --------------------------------------------------------------------------- | --------- | ------------- | ------------ | ------------- | -------------- | ------------ | -------------- | ------------- |
| 1989.4.1                                                                    | 1990.9.30 | 19:58 - 20:00 | （放送なし） | 19:58 - 20:00 | 19:54 - 19:571 | （放送なし） | 19:58 - 20:00  | 19:58 - 20:00 |
| 1990.10.1                                                                   | 1991.9.29 | 19:54 - 20:00 | （放送なし） | 19:58 - 20:00 | 19:54 - 19:571 | （放送なし） | 19:58 - 20:00  | 19:58 - 20:00 |
| 1991.9.30                                                                   | 1994.9.29 | 19:54 - 20:00 | （放送なし） | 19:58 - 20:00 | 19:54 - 19:571 | （放送なし） | 19:54 - 20:002 | 19:58 - 20:00 |
| - 1 後半3分（19:57 - 20:00）は、『あすの天気』が続く。 - 2 天気予報を内包。 |           |               |              |               |                |              |                |               |

スポットニュース『ショットガン』の後番組で、多くの地域でもネットされた。
火曜日は『火曜ワイドスペシャル』、金曜日は『金曜おもしろバラエティ』→『金曜ファミリーランド』が19:30 - 20:54に放送されていたため、枠が存在しなかった。
キャスター
| 期間 | 期間      | 平日 （火・金曜日を除く） | 週末           |
| --- | --------- | ------------------------- | -------------- |
| 1989.4.1 | 1990.3.31 | （シフト勤務）            | （シフト勤務） |
| 1990.4.1 | 1991.3.31 | （シフト勤務）            | 山中秀樹       |
| 1991.4.1 | 1992.6.28 | （シフト勤務）            | 増田明男       |
| 1992.6.29 | 1994.3.27 | （シフト勤務）            | 牧原俊幸       |
| 1994.3.28 | 1994.9.30 | （シフト勤務）            | （シフト勤務） |
| 補足 - 山中・増田・牧原は『FNNニュース・明日の天気』および『FNN NEWSCOM』をそれぞれ兼務（牧原は、本枠を除いて、1993年10月以降、金曜日も兼務）。 |           |                           |                |

タイトル差し替え
- 関西テレビ -『KTVニュースフラッシュ』
- 岡山放送 - 『OHKフラッシュナイト』
- 福島テレビ -『FNNテレスポット』
- テレビ宮崎 -『UMKニュースアタック』
- テレビ西日本 -『TNCニュース』

平日最終版
1990年4月1日から4月8日まで放送。『FNN DATE LINE』と『FNN NEWSCOM』のつなぎとして放送したが、この番組のBGMのみ、たかしまあきひこ作曲のテーマ曲13秒バージョンというイレギュラーなものが流れた。
週末最終版
週末深夜の大型生放送番組のニュースコーナーが独立する形で放送開始したが、2016年4月3日（4月2日深夜）以降は再び『スポーツLIFE HERO'S』のワンコーナーとして放送されることになり終了した。
日曜版
- 放送時間 23:45 - 23:55
- 2003年4月6日 - 2016年3月27日

『EZ!TV』内のワンコーナー「FNN EZ!TV NEWS」として放送されていたが、放送時間変更によって独立した。2011年まではF1グランプリ中継との兼ね合いで5分間の短縮放送や、F1放送終了後に遅れて放送する場合があった。コンプレックス枠扱いの土曜日とは違い、単独番組のためエンディングがあるが、短縮版の場合はエンディング・CMを挟まずスポーツ中継に入る。また一部局ではタイトルの差し替えあり（詳細は後述）。
2010年7月4日までFNN全国ネットニュース番組はNTSCは4:3SDコンバートで放送されていたため、7月5日 0:10 - 0:20（4日の24:10 - 24:20）放送の分が旧来の4:3画像での最後のニュースとなった。3月27日の最終回は『ウタフクヤマ』放送のため翌0:15 - 翌0:25に放送された。
土曜版
- 放送時間 日曜日 0:05 - 0:15（土曜日深夜）
- 2004年10月3日（10月2日深夜） - 2016年3月27日（3月26日深夜）

コンプレックス枠『ニュース&すぽると!』（EPGにおいては『LIVE20XXニュース&すぽると!』と表記される場合あり）の第1部として、番組表上はワンコーナーであったが、実際は『すぽると!』パートとの絡みはなく、単独番組の体裁で放送された。なお、2015年3月28日までは0:00 - 0:15（24:00 - 24:15）の15分間だったが、『土ドラ』の開始に伴い5分短縮された。
キャスター
| 期間 | 期間      | 土曜版3                                        | 日曜版          |
| --- | --------- | ---------------------------------------------- | --------------- |
| 2003.4.6 | 2004.9.26 | 『感動ファクトリー・すぽると!&ニュース』に内包 | 智田裕一1・2    |
| 2004.10.2 | 2005.3.27 | 境鶴丸4・5・8                                  | 智田裕一1・2    |
| 2005.4.2 | 2005.6.26 | 阿部知代6                                      | 智田裕一1・2    |
| 2005.7.2 | 2006.9.30 | 阿部知代6・7・8                                | 阿部知代6・7・8 |
| 2006.10.1 | 2014.6.29 | 田代尚子7・8                                   | 田代尚子7・8    |
| 2014.7.5 | 2016.3.27 | 境鶴丸8・9                                     | 境鶴丸8・9      |
| - 1 2003年9月まで、土曜日の上記の朝のニュースを兼務。 - 2 土曜日の『FNNスピーク』を兼務。 - 3『ニュース&すぽると!』の冒頭15分→10分のニュースパートとして放送。 - 4『感動ファクトリー・すぽると!&ニュース』内ニュースコーナーから続投。 - 5『FNNスーパーニュースWEEKEND』を兼務。 - 6 2005年9月まで、午後のワイドショー内ニュースコーナーを交替制として担当。 - 7 午後の『レインボー発』を兼務（阿部は2005年10月から木曜日担当、田代は2007年3月まで火曜日担当として）。 - 8 21時前のスポットニュースを兼務（担当時期は各番組のページを参照）。 - 9 『スポーツLIFE HERO'S』内ニュースコーナーも続投（土曜日担当として）。 |           |                                                |                 |

2021年の2020年東京オリンピック・パラリンピック中継実施時
- それぞれ5分で放送された。
- 7月23日深夜・24日昼・8月8日昼・9月4日夕方は、『Live News days』『Live News イット！』『Live News α』に替わり放送。番組表にも掲載。オープニングは、年末年始版と同様の川崎真弘作曲の曲が使われた。なお、7月23日深夜は、エンディングは放送されなかった。
- 7月26日・8月2日・8月3日、通常の『Live News』3ブランド（days、イット!、α）に替わり、フジテレビ系列五輪中継に内包される形[7]で放送。名前・冒頭見出しテロップは通常の日曜版と同じだが、ニュース中見出しテロップは、メイン1行・枠外に1行で左上に表示された。

| 日付      | 放送開始 | 放送終了 | キャスター |
| --------- | -------- | -------- | ---------- |
| 2021.7.23 | 25:00    | 25:05    | 鈴木芳彦   |
| 2021.7.24 | 12:05    | 12:10    | 松村未央   |
| 2021.7.26 | 11:03    | 11:08    | 德田聡一朗 |
| 2021.7.26 | 18:27    | 18:32    | 小澤陽子   |
| 2021.7.26 | 24:11    | 24:16    | 新美有加   |
| 2021.8.2  | 11:55    | 12:00    | 立本信吾   |
| 2021.8.2  | 16:46    | 16:51    | 上中勇樹   |
| 2021.8.2  | 24:04    | 24:09    | 今湊敬樹   |
| 2021.8.3  | 16:24    | 16:29    | 奥寺健     |
| 2021.8.3  | 20:04    | 20:09    | 木下康太郎 |
| 2021.8.8  | 13:00    | 13:05    | 永尾亜子   |
| 2021.9.4  | 17:55    | 18:00    | 内田嶺衣奈 |

### 2022年北京オリンピック中継実施時
- 2022年2月18日は、『Live News イット!』が17:00までの短縮放送のため、代替放送を2回行った。いずれも山本賢太が担当。

## ネット局
2022年10月現在。
- 日曜朝のタイトル送出については、前番組『産経テレニュースFNN』時代と同様に関東地区でのみフジテレビのローカルマスターからの送出でタイトルCGが流れており全国送出はされていない。よって、中継回線には情報カメラの映像とテーマ曲のみ送出されている。
  - 地域によってはフジテレビ同様のタイトルCGの他、2021年12月までのタイトルCG・独自CG・静止画CG・白テロップや完全にCGとBGMも独自送出などのパターンがある。
- ネット局では時刻表示を行っているが、番組送出ではなく各局別の送出となっており、フジテレビと一部ネット局ではお天気ループも送出している。
- ネット状況について
  - ★…日曜朝のレギュラー放送で、前番組『産経テレニュースFNN』時代の改題をとりやめたネット局。
  - ☆…年末年始や一部の長時間特別番組等の放送で、タイトルの改題・差し替えを行わず、『FNNニュース』として放送するネット局（EPG上のみの改題は除く）。

| 放送対象地域   | 放送局                    | 系列                                         | 放送時間（日曜） | 放送上の番組名                                                | 備考         |
| -------------- | ------------------------- | -------------------------------------------- | ---------------- | ------------------------------------------------------------- | ------------ |
| 関東広域圏     | フジテレビ（CX）          | フジテレビ系列                               | 6:00 - 6:15      | FNNニュース                                                   | 基幹・制作局 |
| 北海道         | 北海道文化放送（UHB）     | フジテレビ系列                               | 6:00 - 6:15      | UHBニュース☆                                                  |              |
| 岩手県         | 岩手めんこいテレビ（mit） | フジテレビ系列                               | 6:00 - 6:15      | FNNニュース★                                                  |              |
| 宮城県         | 仙台放送（OX）            | フジテレビ系列                               | 6:00 - 6:15      | FNNニュース★                                                  |              |
| 秋田県         | 秋田テレビ（AKT）         | フジテレビ系列                               | 6:00 - 6:15      | FNN AKTニュース☆                                              |              |
| 山形県         | さくらんぼテレビ（SAY）   | フジテレビ系列                               | 6:00 - 6:15      | FNNさくらんぼテレビニュース☆                                  |              |
| 福島県         | 福島テレビ（FTV）         | フジテレビ系列                               | 6:00 - 6:15      | FNNニュース                                                   |              |
| 新潟県         | NST新潟総合テレビ（NST）  | フジテレビ系列                               | 6:00 - 6:15      | FNNニュース★                                                  |              |
| 長野県         | 長野放送（NBS）           | フジテレビ系列                               | 6:00 - 6:15      | FNNニュース★                                                  |              |
| 静岡県         | テレビ静岡（SUT）         | フジテレビ系列                               | 6:00 - 6:15      | FNN中日新聞ニュース （1 - 3月・7 - 9月） FNN産経新聞ニュース☆ |              |
| 富山県         | 富山テレビ（BBT）         | フジテレビ系列                               | 6:00 - 6:10      | BBTニュース☆                                                  |              |
| 石川県         | 石川テレビ（ITC）         | フジテレビ系列                               | 6:00 - 6:15      | FNNニュース★                                                  |              |
| 福井県         | 福井テレビ（FTB）         | フジテレビ系列                               | 6:00 - 6:15      | FNN福井テレビニュース☆                                        |              |
| 中京広域圏     | 東海テレビ（THK）         | フジテレビ系列                               | 6:00 - 6:15      | FNN東海テレニュース                                           |              |
| 近畿広域圏     | 関西テレビ（KTV）         | フジテレビ系列                               | 6:00 - 6:15      | カンテレNEWS                                                  |              |
| 島根県・鳥取県 | さんいん中央テレビ（TSK） | フジテレビ系列                               | 6:00 - 6:15      | FNNニュース★                                                  |              |
| 岡山県・香川県 | 岡山放送（OHK）           | フジテレビ系列                               | 6:00 - 6:15      | FNNニュース★                                                  |              |
| 広島県         | テレビ新広島（tss）       | フジテレビ系列                               | 6:00 - 6:10      | FNNニュース★                                                  |              |
| 愛媛県         | テレビ愛媛（EBC）         | フジテレビ系列                               | 6:00 - 6:15      | EBCニュース☆                                                  |              |
| 高知県         | 高知さんさんテレビ（KSS） | フジテレビ系列                               | 6:00 - 6:15      | FNNニュース★                                                  |              |
| 福岡県         | テレビ西日本（TNC）       | フジテレビ系列                               | 6:00 - 6:10      | TNCニュース☆                                                  |              |
| 佐賀県         | サガテレビ（STS）         | フジテレビ系列                               | 6:00 - 6:15      | FNN SAGATVニュース☆                                           |              |
| 長崎県         | テレビ長崎（KTN）         | フジテレビ系列                               | 6:00 - 6:15      | KTNニュース☆                                                  |              |
| 熊本県         | テレビくまもと（TKU）     | フジテレビ系列                               | 6:00 - 6:15      | FNNニュース★                                                  |              |
| 大分県         | テレビ大分（TOS）         | 日本テレビ系列 フジテレビ系列                | 放送なし         | FNN TOSニュース☆                                              |              |
| 宮崎県         | テレビ宮崎（UMK）         | フジテレビ系列 日本テレビ系列 テレビ朝日系列 | 6:00 - 6:15      | UMKニュース☆                                                  |              |
| 鹿児島県       | 鹿児島テレビ（KTS）       | フジテレビ系列                               | 6:00 - 6:15      | FNNニュース★                                                  |              |
| 沖縄県         | 沖縄テレビ（OTV）         | フジテレビ系列                               | 6:00 - 6:15      | FNNニュース★                                                  |              |

## 系列局での番組名

### 現在のレギュラー放送
上記の表を参照。

### 過去のレギュラー放送
本番組は、『THE NEWSα Pick』や『産経テレニュースFNN』とは違い、ほとんどの系列局がタイトルを差し替えなしで放送しているが、以下の系列局ではカッコ内のタイトルに差し替えて放送している。
ただし、土曜日最終版は「すぽると!」とのコンプレックス扱いだったため、東海テレビが「東海テレニュース」と改題する以外は、タイトルの差し替えを一切していない。
- 東海テレビ（FNN東海テレニュース）：全枠、土曜最終は一時期差し替えなし
- 富山テレビ（BBTニュース）：日曜最終枠、年末年始昼枠
- 関西テレビ（カンテレNEWS）：土曜最終を除く全枠
- テレビ西日本（TNC NEWS テレビ西日本）：日曜最終枠、年末年始枠
- 北海道文化放送（uhbニュース）：年末年始枠すべて差し替え。※ただし日曜深夜、土曜深夜では差し替えなし。番組表上のみ「UHBニュース」と表記された。

### 年末年始
年末年始でも、以下の局では日曜昼の『産経テレニュースFNN』や日曜夕方の『FNNスーパーニュースWEEKEND』の代替枠に限り、通常の差し替えタイトルで放送された。★はフジ送出のBGMがそのまま放送された番組である。
- 富山テレビ：★2006年12月31日の夕方枠を『FNN北陸中日新聞 日曜夕刊』として放送。
- 石川テレビ：★2006年12月31日、2007年12月30日の夕方枠を『FNN北陸中日新聞 日曜夕刊』として放送。
- 福井テレビ：★2007年12月30日の夕方枠を『FNN福井テレビスーパーニュース』として放送。
- テレビ西日本：2007年12月30日の昼枠を『西日本新聞ニュース』として放送。
- 沖縄テレビ：昼枠を『FNNスピーク』として放送。

## FNNニュース&スポーツ
2016年末に『ユアタイム』の休止に伴う代替として放送。また2017年末にも『THE NEWSα』の休止に伴う代替として放送された。なお、2018年末・2019年末については、編成上の都合により放送無しとなった。全国ニュース、ローカルニュース、スポーツニュース、天気予報の順で進行した。スポーツニュースは年末年始のスポーツ番組の予告が中心で、サマリーをキャスターが読み上げた後、ナレーション入りのVTRが流れた。タイトル表記は『FNNニュース』である。

### 放送時間
- 2016年12月29日（12月28日深夜） 0:55 - 1:20
- 2016年12月30日（12月29日深夜） 0:00 - 0:25
- 2017年12月29日 （12月28日深夜） 0:00 - 0:25
- 2017年12月30日 （12月29日深夜）1:00 - 1:25

### キャスター
- 福井慶仁（2016年12月28日深夜・2017年12月29日深夜） - 2016年12月28日の『ユアタイム クイック』、2017年12月29日の『THE NEWSα Pick』を兼務。
- 野島卓（2016年12月29日深夜） - 『ユアタイム』ニュースパートナー。
- 安宅晃樹（2017年12月28日深夜） - 『THE NEWSα』サブキャスター。

### ナレーター
- 福ノ上達也 - 『ユアタイム』→『THE NEWSα』・『スポーツLIFE HERO'S』ナレーター。

## テーマ音楽とタイトル映像

番組開始から2021年12月26日の放送まで本番組のロゴの左上に表示されていた『FNN』ロゴ

- 初代（ - 1975年9月）：作曲・深井史郎
  - 日本列島とそれを周回する衛星のイメージ。宇宙空間に衛星がUターンしながら中央付近で発光し日本列島が時計回りに出現。そしてタイトルがズームアップするもの。また使用が始まった年は沖縄県がまだアメリカの統治時代だったため沖縄県は表示されなかった。
  - FNNニュース6:30では独自のタイトルで表示された。
  - 地方系列局でも使用され、テレビ静岡では1980年代中頃まで使用された。またNST新潟総合テレビではかつて、サンケイテレニュースFNNの差し替えでサンケイ新聞ニュースとして使用された所もあった。
- 2代目（1975年10月 - 1978年9月）：作曲・パーシー・フェイス
  - パーシー・フェイス作曲の「Mongonucleosis（モンゴヌークレオシイス）」をテーマ用にアレンジ。
  - 1975年から1977年までは同上の映像が日本列島のみになり、FNNが上下から合わさってきた後でタイトルが表示された。
  - 1977年から1978年まではブルーバックにタイトルを形成する線が多方向から来てタイトルが表示され、バックの映像が光線のようなものになった。
  - このバージョンは1975年から1978年のごく短期間のみ使用されていたが、富山テレビでは1975年から1985年ごろ,テレビ西日本では1970年代中頃から1987年,石川テレビではFNN石川テレビ朝刊で1992年まで(現在は4代目FNNニュースのテーマ)､テレビ大分では日曜朝のFNNテレビ朝刊と平日午後のFNNニュースのタイトルで1993年9月まで使用されるなど、地方の系列局に使用された所もあった。
- 3代目 カラーリング：FNN ニュース （1978年10月 - 1984年3月）：作曲・冨田勲（深町純という説もあり）
  - 以降、『産経テレニュースFNN』&『FNNニュースレポート』シリーズ（『11:30』を除く）とテーマ音楽が共用となる。OPはシンセ、EDは演奏楽器がOPと異なっていた。
  - FNNニュースレポート6:30のOPとFNN奥さまニュースは、FNNニュースレポートや産経テレニュースFNNで使用された物とは全く違う音楽を使用していた（その音楽は北海道文化放送の『道新ニュース』と同じ）｡
- ただし、タイトル映像は番組ごとに異なる。詳細は各番組の項目を参照。
  - 『FNNニュースレポート6:00（週末は5:30）』『FNNニュースレポート23:00（週末は23:30）』のシンセの宇宙的なテーマ音楽＋タイトル映像。 
    - （前期・1978年 - 1979年)先代と同様、ブルーバックに文字を形成する線が多方向から来てタイトルが表示され、バックの映像が光線のようになった。
    - （中期・1979年 - 1982年）画面いっぱいに並ぶ「FNN」ロゴがタイプライターのようにフラッシュした後、電波をイメージした波のアニメーションからFNNの文字がズームインし、その後、ズームダウンした上で番組名が出た。ED映像では外から中央へ電波をイメージした波のアニメーションが流れて、電波が集まっている中央からFNNが右下に移動するタイプ。冒頭部はスポットニュースのみ。
    - （後期・1982年 - 1984年）OP映像は、ブルーバックに十数本位の道のようなものと同時に奥から手前に向かって、いくつかのカラーボールが発射され、奥で「FNN」のロゴが一回光り、手前に迫ってきて消えた後にタイトルを表示。ED映像は、FNNがズームアウトし「FNN+ニュース番組名 終」と表示されていた。
- FNNニュースレポート(6:00と6:30除く)とサンケイテレニュースFNNはこれらをテロップアニメにしたものを使用した。
  - 北海道文化放送の『uhbニュース』では、この前期と後期を少しアレンジして使用していた。
  - また地方系列局でも本家のフジテレビより長く使用され、北海道文化放送は1986年。テレビ愛媛では1990年代前半(朝枠のみ)。テレビ新広島では2003年。福井テレビでは2005年末までの長い間使用された。※テレビ愛媛、テレビ新広島、福井テレビは「産経テレニュースFNN」の差し替えタイトル。
- 4代目 カラーリング：FNN ニュース（1984年4月 - 1999年11月）：作曲・たかしまあきひこ
  - 毎週日曜日に放送の『産経テレニュースFNN』では2015年3月まで実に31年間使用されたオーケストラ調のテーマ音楽。
  - 1984年4月以降も新たな映像に変更するまでは、1世代前後期のタイトル映像が引き続き使用された。しかし前代とは細部で異なり、ED部分の『FNN』の文字が縮小する部分を途中から始まっているバージョンに変更された。
  - 種類と用途
    - 15秒版OP.ED⇒FNNニュースレポートシリーズと産経テレニュースFNN・年末年始のFNNニュースに使用｡
    - 10秒版OP.10秒版ED⇒産経テレニュースFNN(平日午後・1993年終了)に使用されたが､系列局にも使用され長野放送では2006年まで朝枠の産経テレニュースに使用された｡
    - 10秒版OP.5秒版ED⇒FNNニュース・明日の天気や産経テレニュースFNN､FNNニュースに使用されたタイプ｡
    - 5秒版OP・5秒版ED⇒1990年代前半に19:54分のFNNニュースにて使用されたもの｡

  - その他ではFNNニュースレポート6:00やFNNニュースレポート5:30ではCM前のジングルに採用されたこともあり､1998年1月1日のFNNニュースにはOP､提供交代時のジングル､EDでは他には使用されていないバージョンの物が使用された。
  - 1980年代は音程が低いものだったが、1992年1月から高い音程に統一し2010年7月11日からは音程が低いタイプに変更された。
  - 河田町時代は、『FNNニュース』としては夜8:54のみの放送で、手前から青の「FNN」の文字が回転しながら奥へ行き、奥からズームしてきた黄色の「ニュース」の文字と合わさるものだった（このCGはお台場本社に移転したあとも引き続き1998年3月まで使用）。
  - お台場本社移転後は『FNNレインボー発』を除く年末年始のニュースが『FNNニュース』となり、オープニングは右手前から出てくる水色の「FNN」の文字と、左手前から出てくる青の「ニュース」の文字が合わさるものだった（福島テレビの日曜朝の『FNNニュース』では、ロゴの静止画のみではあるが2018年3月まで使用。2011年7月4日まではCGが動いていた）。なお10秒版では｢FNN｣の出現は同じだが、｢ニュース｣は左から閉じる感じで表示。また新潟総合テレビでは東京緊急ネット時に使用したこともあった(EDは左上にタイトルを表示。これは提供スポンサーが入るため)。このバージョンは20:54のFNNニュース終了後も1999年年始まで使われた。
  - 1990年代の一時期、年末年始はまったく別のオリジナル曲が使われた時期もあった。
  - なお90年代中頃まで年末年始のニュースOPは紙テロップでタイトルロゴを表示していた(EDについては不明)。
- 5代目 カラーリング：FNN ニュース（1999年12月 - 2015年3月28日、年末年始のみ2015年12月25日 - 2021年1月5日、東京オリパラ開催時のみ2021年7月23日 - 2021年9月4日[12] ）：作曲・川崎真弘
  - 以下の3タイプがオープニングに使用されている（産経テレニュースFNNを除く）。2015年以降年末年始のみ2020年度の年末年始まで曲が残り、22年間にわたって「川崎テーマ」として親しまれてきたが、7代目オープニング使用開始に伴い消滅。
    - 5秒ジングル+15秒提供ジングル - 『ニュース&すぽると!』などで使用。なお、15秒提供ジングルの部分は、かつてメ〜テレの『ANNニュース名古屋テレビ』や現在でもRNCラジオのラジオニュース全般でも使われている。また、最後の5秒部分は、2007年末の夕方枠のCM入り前ジングルとしても使われた。2008年末はこの曲をアレンジして、CM入り前だけでなく、提供表示中も使用した。5秒ジングルの部分は日曜最終版（F1開催日を除く）のエンディングに使用されている。また一時期、鈴木杏が出演していた東進ハイスクールの夏期講習のCMにも一時期使われていた。
    - 10秒バージョン - F1前放送時の日曜日（2008年3月から半年は通常時も）2003年の年始昼のニュースはOPは10秒だがEDは15秒となっている。恐らくスピークのFNNニュース版と思われる。
    - 15秒バージョン - 上記以外のすべてのニュース（ただし、日曜日は『産経ニュース FNN(4代目)』の音楽で放送で使用）、年末年始の夕方のニュース、27時間テレビが放送されている日の夕方、特番の中断ニュース、日曜日（通常時及びF1放送終了後）などに使用し、一番当たる確率が多い。
      - エンディングは土曜日・2011年までのF1開催日で短縮版放送時は省略され(但し、年末年始は除く)、通常期は日曜日の放送のみとなっている。日曜日（短縮放送時を除く）は提供クレジット部分は10秒バージョン、一旦CMを挟んだ後のエンディングは土曜日のオープニングと同じ5秒ジングルを使用。年末年始の場合、5分ニュースでは5秒ジングルが使用されていたが、2007年度は10秒バージョン、2008年度は、年末は省略、年始は10秒バージョンとなった。平日夕方枠では15秒バージョンの間奏部分が短縮された10秒バージョン、最終枠、年始の平日昼枠、年末年始の土曜昼枠、年末の土日夕方枠は15秒バージョンを使用している。なお、年末の朝枠、年末の平日昼枠、年始の土日夕方枠の放送でもエンディングは省略。
      - EDの詳細は左にFNN、右にニュースのタイトルが合わさると終わりが縮小回転しながらタイトルも縮小回転し右下のところで静止するもの。また年始夕方のみ異なっている。2000年代前半頃の年始夕方のFNNニュースは紙テロップ(省略されることも多い)だったが、後にカラーテロップに移行(地方局では現在も使用中)。2010年は15秒版EDの最後の部分で表示(右下にタイトルが表示され終が光るもの)。2011年はなし。2012年以降は提供クレジットをバックに音楽を流した。
      - 2000年代中頃までの提供切り替え用BGMがFNNスーパーニュースWEEKENDのジングルが使われたが、現在はフリー音源を使用している。
      - 年末年始や土日は川崎真弘のテーマ曲を使用する一方、別の音楽に差し替えることも多い。かつて放送された土曜朝枠ではまったく別の音楽が使用され、オープニング13秒・エンディング7秒という不規則な尺だった（CGは現在使用しているのと同じだが、ED部分は提供読みと天気カメラのみで、EDアニメーションはなかった[13]）。また、2001年から2005年まで放送された情報ライブ EZ!TV休止時に放送されていたFNNニュースではOPが22秒という比較的長い物を使用していた。[14]）2000年代中ごろの年末日曜朝と昼は1世代前のFNNニュースのテーマ(産経テレニュースのテーマ)を使用していたこともあった。
      - 2010年1月5日の深夜に放送されたFNNニュースはOPが7秒でEDが8秒という変則的なものを使用していた。音楽も若干アレンジして使用していた。

    - 6代目テーマ曲使用開始後も、2015年～2016年から2020年～2021年までの年末年始では継続して使用していた。
    - 2020年東京オリンピック・パラリンピック放送時にも使用された。2021年9月4日夕方は、2010年1月5日深夜とは異なるアレンジの8秒エンディングが放送された。

  - OPアニメーションは、立体の「ニュース」の文字の中で、「FNN」が一文字ずつ回転、その後中央にタイトルロゴが現われる。
    - アニメーションは16：9のため、16:9画面で見るとCGの両端は切れていた。

  - 2008年9月まで、地上デジタル放送のみテーマ音楽がステレオ音声で流されたが、アナログでも一時期のみステレオであった。
  - 2010年7月11日にアナログ放送で常時レターボックス化が実施され、アナログ放送での表示領域デジタル放送と同じになったことに伴い16：9対応のCGにリニューアル。
    - BGMやオープニングの尺などは変更されていない。
    - OPアニメーションは、「FNN」の文字が左から一文字ずつ（Fのみ右から）現われると同時に、黄色い欠片が、「ニュース」の文字を作る。
    - 2011年11月6日放送分より、再びステレオ音声で流されている。
    - 2011年12月27日深夜放送分からはOPタイトルCGに改良が加えられ、先に「FNN」を作った後に、「ニュース」の文字が一文字ずつ現れて光る動きに変更された。これにより日曜の深夜ニュースや、年末年始のニュースではタイトルがしっかりと見られるようになった（以前は光終わると同時に提供が入った為、タイトルがうまく見えなかった）。なお、無提供の場合は今まで通りのCGでタイトルが表示される。
- 6代目 カラーリング：FNN ニュース（2015年4月4日 - 2021年12月26日）：作曲・松永貴志
  - FNNの報道番組の大幅刷新に伴い、テーマ曲の変更が行われた（年末年始を除く）。なお、タイトルCGは変化していない。
  - 同じく変更された産経テレニュースの曲と同じだが、アレンジが異なっている。
  - 2016年3月に週末最終版の終了と日曜朝版の開始に伴い、曲がアレンジされ、タイトルCGもマイナーチェンジした。
  - 7代目の使用開始後も、一部地域では引き続き6代目のCGが使用されている。
- 7代目 カラーリング：FNN ニュース（2021年12月25日 - 現在） : 作曲・櫻井真一[15]
  - 年末年始版においてテーマ曲・お天気コーナーのBGM・タイトルCGが変更され、日曜版もこれに合わせて2022年1月9日から変更された。ただし、テロップはFNNスピーク時代から使用されてきたもの、天気情報はFNN Live Newsブランドで使用されているものを継続使用している。
  - タイトルCGに登場する「FNN」のロゴが斜体ではなくなり、冒頭画像の「FNNプライムオンライン」で使用されているロゴに変更された。
  - オープニングCGは、富士山をバックに、フジテレビのある東京・お台場のFCGビルをはじめ、東京タワー、雷門、横浜ランドマークタワー、東海道新幹線、神戸ポートタワーなど全国各地の観光名所となっている場所などが再現されているもの。
  - テーマ音楽には、オープニング・エンディングにそれぞれ5秒バージョン・10秒バージョン・15秒バージョンが存在する。また、提供クレジットを流すための10秒BGMが別途存在する。

### スタジオセット
- 初代： - 1984年9月30日：報道番組共通セット。
- 2代目：1984年10月1日 - 1988年4月3日：当時の『FNNニュースレポート23:00』のセット。
- 3代目：1990年4月 - 1991年4月:『FNN朝駆け第一報!』のセット。
- 4代目：1991年4月 - 1993年9月：主に銀色を特徴としたセット。
- 5代目：1993年10月 - 1997年3月：『FNNスピーク』のセット。
- 6代目：1997年3月 - 1998年3月：『FNNニュース555 ザ・ヒューマン』のセット。
- 7代目：1998年4月 - 2013年3月：報道番組共通セット（ガラス越し）。
- 8代目：2013年4月 - 2015年3月：『FNNスーパーニュース』のセット。
- 9代目：2015年4月 - 2018年3月：『みんなのニュース』のセット。
- 10代目：2018年4月 - 2019年3月：『FNNプライムニュース イブニング』のセット。
- 11代目：2019年4月 - 現在：『Live News イット!』のセット。